# Biblioteka Główna Słowackiej Akademii Nauk
Biblioteka Główna Słowackiej Akademii Nauk (słowac. Ústredná knižnica Slovenskej akadémie vied) – centralna biblioteka naukowa Słowackiej Akademii Nauk. Tworzy sieć biblioteczno-informacyjną tej instytucji, jest również jej miejscem pracy.

## Historia
Biblioteka Główna Słowackiej Akademii Nauk jest biblioteką metodologiczną o zasięgu ogólnokrajowym. Swoją obecną nazwę nosi od kwietnia 1954. Zarządza jednak zbiorami bibliotek założonych wcześniej: Biblioteki Słowackiej Akademii Nauk i Sztuk (1942–1953), Biblioteki Słowackiego Towarzystwa Naukowego (1938–1942), Biblioteki Towarzystwa Naukowego Šafárika (1926–1928), a także Biblioteki Liceum Ewangelickiego, którego początki sięgają XVII wieku. Zarządza również częścią zbiorów Stowarzyszenia Przyrodników i Lekarzy w Bratysławie założonego w 1856 roku, Węgierskiego Towarzystwa Nauki, Literatury i Sztuki w Bratysławie, biblioteki Słowackiej Rady Narodowej i biblioteki Instytutu Czechosłowacko-Radzieckiego. W 1953 SAN wznowiła swoją działalność (instytucja została założona w 1942, zamknięto ją po II wojnie światowej), a już rok później zmieniono nazwę biblioteki na Biblioteka Główna Słowackiej Akademii Nauk, pod którą obecnie funkcjonuje. Biblioteka uzyskała prawo do egzemplarza obowiązkowego z terenu Słowacji w 1947, a do 1992 miała takie prawo również wobec publikacji z terenu Republiki Czeskiej.
W 2019 roku miała 3100 zarejestrowanych użytkowników, 20 985 odwiedzających i 51 764 wypożyczenia.

## Zbiory
Biblioteka posiada książki, czasopisma i inne dokumenty ze wszystkich dziedzin naukowych którymi zajmuje się SAN, literaturę encyklopedyczną i interdyscyplinarną, podręczniki uniwersyteckie, dysertacje i inne prace naukowe, oraz literaturę piękną. Łączną liczbę woluminów szacuje się na ponad 579 tysięcy. Biblioteka prenumeruje ponad 800 czasopism, w tym 200 zagranicznych. Gromadzi publikacje Banku Światowego od 1994, i Międzynarodowego Funduszu Walutowego od 2001.